# Zapovednik Baikal-Lena
Zapovednik Baikal-Lena (Russisch: Байкало-Ленский Государственный природный заповедник) is een strikt natuurreservaat, gelegen aan de westkust van het Baikalmeer in de oblast Irkoetsk van Rusland. Het reservaat omvat het zuidelijke deel van het Baikalgebergte en heeft een oppervlakte van 6.599,19 km². De oprichting als zapovednik vond plaats op 5 december 1986 per decreet (№ 497/1986) van de Raad van Ministers van de Russische SFSR. Bovendien maakt het gebied sinds 1996 deel uit van de UNESCO-Werelderfgoedinschrijving «Baikalmeer».

## Kenmerken
Zapovednik Baikal-Lena is gelegen in de boreale boszone en ligt in het Baikalgebergte. Het reservaat bestaat voor 86,4% uit bos en het aandeel van naaldhout is hierin goed voor 60,9%. De bossen worden vooral gekarakteriseerd door de aanwezigheid van de Siberische lariks (Larix sibirica), Siberische zilverspar (Abies sibirica), grove den (Pinus sylvestris), Siberische den (Pinus sibirica) en Siberische spar (Picea sibirica). Zapovednik Baikal-Lena is bovendien het meest oostelijke punt waar de Siberische lariks wordt aangetroffen. Loofbomen worden vooral vertegenwoordigd door ruwe berk (Betula pendula), goudberk (Betula ermanii), zachte berk (Betula pubescens), esp (Populus tremula) en Mongoolse populier (Populus suaveolens). Naast bossen bestaat een deel van het gebied ook uit bergsteppe, bergtoendra en moerasachtige vegetatie.
De oostrand van het reservaat wordt gevormd door het Baikalmeer. Een belangrijk object aan deze zijde van het reservaat is Kaap Ryty. Ook ligt de oorsprong van de machtige rivier Lena in Zapovednik Baikal-Lena.

## Fauna
Roofdieren in het gebied worden vooral vertegenwoordigd door bruine beer (Ursus arctos), sabelmarter (Martes zibellina), hermelijn (Mustela erminea), wezel (Mustela nivalis) en otter (Lutra lutra). Ook de veelvraat (Gulo gulo) komt relatief veel voor. Zeldzamer zijn de wolf (Canis lupus), vos (Vulpes vulpes) en Euraziatische lynx (Lynx lynx). Hertachtigen komen ook veel voor in Zapovednik Baikal-Lena. Zo worden hier vijf soorten aangetroffen; het eland (Alces alces), Siberische wapiti (Cervus canadensis sibiricus), Siberisch ree (Capreolus capreolus), rendier (Rangifer tarandus) en lokaal ook het Siberisch muskushert (Moschus moschiferus). Andere vermeldenswaardige zoogdieren zijn de noordelijke fluithaas (Ochotona hyperborea), kamtsjatkamarmot (Marmota camtschatica), Siberische grondeekhoorn (Tamias sibiricus), berkenmuis (Sicista betulina), gewone vliegende eekhoorn (Pteromys volans) en Daurische dwerghamster (Cricetulus barabensis).
De vogelwereld is ook zeer divers. Zo kan men in de hooglanden de bergheggenmus (Prunella montanella) en roze bergvink (Leucosticte arctoa) aantreffen. Normale verschijningen in de bossen zijn onder meer de bladkoning (Phylloscopus inornatus), Pallas' boszanger (Phylloscopus proregulus), grauwe fitis (Phylloscopus trochiloides), roodkeellijster (Turdus ruficollis), spiegelroodstaart (Phoenicurus auroreus) en Siberische boompieper (Anthus hodgsoni) en in struikgewassen langs rivieren leven o.a. de blauw-wit gekleurde blauwe nachtegaal (Larvivora cyane) en de roodmus (Carpodacus erythrinus).